# Vila Franca da Beira
Vila Franca da Beira is een plaats (freguesia) in de Portugese gemeente Oliveira do Hospital en telt 555 inwoners (2001).